# Wahlkreis Chemnitz, Land I
Der Wahlkreis Chemnitz, Land I war ein Landtagswahlkreis zur Landtagswahl in Sachsen 1990, der ersten Landtagswahl nach der Wiedergründung des Landes Sachsen. Er hatte die Wahlkreisnummer 65.
Der Wahlkreis umfasste Teile des Landkreises Chemnitz-Land: Auerswalde, Bräunsdorf, Burgstädt, Claußnitz, Diethensdorf, Garnsdorf, Hartmannsdorf, Kändler, Köthensdorf-Reitzenhain, Limbach-Oberfrohna, Markersdorf b. Burgstädt, Mohsdorf, Mühlau, Niederfrohna, Niederlichtenau, Oberlichtenau, Pleißa, Röhrsdorf, Taura b. Burgstädt und Wittgensdorf.
Für die Landtagswahlen 1994 wurde auch infolge der Kreisreform die Wahlkreisstruktur verändert, zudem wurde die Zahl der Wahlkreise von 80 auf 60 verringert. Das Gebiet des Wahlkreises Chemnitz, Land I wurde 1994 auf 2 Wahlkreise aufgeteilt. Da ein großer Teil der Städte und Gemeinden des Wahlkreises in den neugebildeten Landkreis Mittweida aufgenommen wurde, wechselten diese Orte in den neugebildeten Wahlkreis Mittweida 2. Nur die Orte Bräunsdorf, Kändler, Limbach-Oberfrohna, Niederfrohna, Pleißa und Röhrsdorf, nunmehr dem Landkreis Chemnitzer Land zugehörig, wechselten in den Wahlkreis Chemnitzer Land 2.

## Ergebnisse
Die Landtagswahl 1990 fand am 14. Oktober 1990 statt und hatte folgendes Ergebnis für den Wahlkreis Chemnitz, Land I:
| Direktkandidat | Partei (Kürzel) | Erststimmen (%) | Zweitstimmen (%) |
| -------------- | --------------- | --------------- | ---------------- |
|                | DA              | -               | 00,6             |
| Fritz Hähle    | CDU             | 57,3            | 59,4             |
|                | Chr. L          | -               | 00,8             |
|                | DBU             | -               | 00,3             |
|                | DSU             | 04,5            | 02,8             |
|                | F.D.P.          | 07,8            | 06,1             |
|                | LL-PDS          | 07,0            | 06,6             |
|                | NPD             | -               | 00,5             |
|                | FORUM           | 04,6            | 03,6             |
|                | RAP             | -               | 00,1             |
|                | SHB             | -               | 00,1             |
|                | SPD             | 18,8            | 18,9             |

Es waren 55.057 Personen wahlberechtigt. Die Wahlbeteiligung lag bei 77,2 %. Von den abgegebenen Stimmen waren 2,3 % ungültig. Als Direktkandidat wurde Fritz Hähle (CDU) gewählt. Er erreichte 57,3 % aller gültigen Stimmen.